# 노 건즈 라이프

노 건즈 라이프(일본어: ノー・ガンズ・ライフ, No Guns Life)는 일본의 만화가인 카라스마 타스쿠가 그린 일본의 만화 작품이다. 울트라 점프(슈에이샤)의 2014년 10월호부터 연재 중.

## 줄거리
신체의 일부를 기계화해, 기능 확장한 인간 「확장자(익스텐드)」와 살아있는 인간이 공존하는 사회. 어느 슬럼가에서, 머리에 거대한 리볼버를 가진 남자 이누이 쥬조는, 문제를 일으킨 「확장자」의 처리를 생업으로 하고 있다. 어느 날, 쥬조은 유괴범으로서 경비국에 쫓기는 전신 확장자의 남성으로부터 아이의 보호의 의뢰를 받지만, 벨류렌사로부터의 추적자에게 보호를 의뢰받은 아이를 빼앗기고 만다. 그러나, 벨류렌사로부터 진정한 의뢰인인 소년 아라하바키 테츠로를 탈환했기 때문에, 벨류렌사와 적대하게 된다.